# Cathérine Arnaud
Cathérine Arnaud (Burdeos, 5 de febrero de 1963) es una deportista francesa que compitió en judo. Ganó tres medallas en el Campeonato Mundial de Judo entre los años 1984 y 1989, y seis medallas en el Campeonato Europeo de Judo entre los años 1987 y 1992.
Participó en los Juegos Olímpicos de Barcelona 1992, donde finalizó séptima en la categoría de –56 kg.

## Palmarés internacional
| Campeonato Mundial | Campeonato Mundial     | Campeonato Mundial | Campeonato Mundial |
| Año                | Lugar                  | Medalla            | Categoría          |
| ------------------ | ---------------------- | ------------------ | ------------------ |
| 1984               | Viena (Austria)        | Medalla de bronce  | –56 kg             |
| 1987               | Essen (RFA)            | Medalla de oro     | –56 kg             |
| 1989               | Belgrado (Yugoslavia)  | Medalla de oro     | –56 kg             |
| Campeonato Europeo |                        |                    |                    |
| Año                | Lugar                  | Medalla            | Categoría          |
| 1987               | París (Francia)        | Medalla de oro     | –56 kg             |
| 1988               | Pamplona (España)      | Medalla de oro     | –56 kg             |
| 1989               | Helsinki (Finlandia)   | Medalla de oro     | –56 kg             |
| 1990               | Fráncfort (RFA)        | Medalla de oro     | –56 kg             |
| 1991               | Praga (Checoslovaquia) | Medalla de bronce  | –56 kg             |
| 1992               | París (Francia)        | Medalla de bronce  | –56 kg             |